# Eutrichosiphum sensoriatum
Eutrichosiphum sensoriatum är en insektsart. Eutrichosiphum sensoriatum ingår i släktet Eutrichosiphum och familjen långrörsbladlöss. Inga underarter finns listade i Catalogue of Life.